# Christine Gehlhoff
Christine Gehlhoff ist eine ehemalige deutsche Handballspielerin. Sie wurde 1975 mit der DDR-Nationalmannschaft Weltmeisterin.

## Vereinskarriere
Christine Gehlhoff spielte bei der BSG Motor Mitte Magdeburg in der DDR-Liga und beim SC Magdeburg in der höchsten Spielklasse der Deutschen Demokratischen Republik, der Oberliga.
Mit 170 Toren war sie beste Torwerferin in der Spielzeit 1976/1977.

## Nationalmannschaft
Mit der DDR-Nationalmannschaft bestritt sie 99 Länderspiele und nahm sie an der Weltmeisterschaft 1975 in der Sowjetunion teil und wurde mit dem Team Weltmeister, wobei sie in sechs Spielen zehn Tore zum Erfolg beisteuerte.

## Privates
Sie besuchte das Sportgymnasium Magdeburg. Beim TSV Rüningen trainiert sie die erste Herren-Mannschaft im Handball.